# Chilperik II van Bourgondië
Chilperik II (ca. 440 – 476) was koning van de Bourgondiërs. Hij was een zoon van Gundioc en had drie broers Gundobad, Godegisel en Gundomar. Chilperik was getrouwd met Caratene en had twee dochters, onder wie Clothilde die later met de Frankische koning Chlodovech trouwde.

## De broederstrijd
In 463 maakte Gundioc een verdeling van zijn koninkrijk waarbij elk van zijn zoons een eigen deel verkreeg waarin hij als medekoning regeerde. Na de dood van Gundioc in 473 bleef deze verdeling bestaan. Alleen Gundobad viel buiten de verdeling, omdat deze in Italië verbleef en daar opgeklommen was tot de hoogste militaire rang van magister militum van het westelijke Romeinse leger. In 474 werd Gundobad door keizer Nepos uit zijn functies ontheven en keerde terug naar Gallië. Hij was het niet eens met de verdeling en er ontstond een machtsstrijd.
Chilperik was koning in Valence en moest zich onderwerpen aan de Romeinen. In ruil daarvoor kreeg hij de titel van magister militium voor het gebied tussen Genève en Lyon. In 475 gaf hij onderdak aan Ecidicus Avitus, een zeer rijke Gallo-Romeinse edelman die een aantal jaren Auvergne had verdedigd tegen de Visigoten, en was gevlucht nadat de keizer Auvergne aan de Visigoten had afgestaan in ruil voor hun terugtrekking uit Provence.
In 486 slaagde Gundobad erin Gundomar te verslaan en nam diens gebied in bezit. Toen richtte hij zijn aandacht op het koninkrijk van Chilperik. In 493 wordt Chilperik verslagen en gedood. Caratene wordt verdronken, door haar met een steen om haar nek in het water te werpen. De twee dochters van Chilperik konden vluchten. Eén dochter trad toe tot het klooster en de andere, Clothilde, ging naar het hof van haar enig overblijvende oom Godegisel in Genève. Zij werd door haar oom uitgehuwelijkt aan Chlodovech (Clovis I), koning van de Franken.